# Арутюнян Ара Арменович
Ара Арменович Арутюнян (вірм. Արա Արմենի ՀարությունյանԱրա Արմենի Հարությունյան; 28 березня 1928 — 28 лютого 1999) — вірменський скульптор-монументаліст, графік, народний художник Вірменії, член-кореспондент Академії мистецтв СРСР і РФ, професор.

## Дитинство
Народився 28 березня 1928 року в родині музиканта, контрабасиста, артиста хору Державного оперного театру. В дитинстві цікавився живописом, особливо, творчістю Врубеля. Захоплення скульптурою почалося з того, як одного разу, будучи в одному з сіл, з знайденого шматка туфу з допомогою підручних знарядь він витесав жіночу голову.
Після сьомого класу Арутюнян вступив у художнє училище на живописний факультет, з якого на третьому курсі перевівся на скульптурний. У 1948 році дві студентські роботи Арутюняна були виставлені на виставці у фоє театру імені Спендіарова.

## Початок професійної творчості
Після закінчення училища Арутюнян вступив в Єреванський художньо-театральний інститут, який закінчив з відзнакою у 1954 році. Дипломною роботою став бронзовий пам'ятник Комітасу, встановлений згодом на могилі композитора.
Ранні роботи — пам'ятник Білінському (1959), портрети старого і дівчата (1957),
надгробки художнику Е. Татевосяну (1961) і лікаря С. Согомоняну (1962)

## Зрілість
У більш пізніх роботах скульптор знаходить свій стиль, у них характер, настрій, риси персонажів передаються без зайвої деталізації, за рахунок вмілого застосування простих форм, що додають його роботам відчуття монументальності. Переломною вважається скульптура «Портрет Іди Кар». Наступні роботи — поєднують в собі вміле застосування національного орнаменту і простих, але пластичних і виразних форм. Це пам'ятник героям, полеглим за визволення Зангезур (1960), що представляє собою невисоку базальтову стелу з орнаментом.
А. Арутюнян є родоначальником і основоположником архітектурно-скульптурних ансамблів в Радянській Вірменії.
«Левиця» Гегард (1958). Образ декоративної скульптури «Левиця» в Гегарде став в даний час зображенням торгової марки всесвітньо відомого вірменського коньяку «Great Valley».
Обеліск на честь воїнів 89-ї Таманської вірменської дивізії, полеглих за визволення Севастополя (1961) — спільна робота з архітектором Д. Торосяном.
Північний фасад Єреванського винкомбінату. Барельєфи: "Боротьба з левом" і "Лисиці".(1961)
«Зоря», фігура, виконана з карбованого алюмінію. Встановлена на автостраді Єреван-Севан.(1963)
Пам'ятник-джерело «Дружба Естонії та Вірменії» в Канакере (1964).
Пам'ятник-джерело «Дружба Єревану і Каррари». Туф. Висота 3 м. Встановлено в Єревані і Каррарі (Італія).(1964)
Пам'ятник Саят-Нова (1963) — одна з найбільш знаменитих робіт Арутюняна, був створений спільно з архітектором Е. Сарапяном. Пам'ятник-джерело являє собою стіну з блоків білого мармуру, між якими є просвіти. Голова ашуга як би виходить з цієї стіни. На протилежній стороні — рельєф із зображенням жінок трьох народів Закавказзя. Встановлений в Єревані.
Пам'ятник-джерело жертвам геноциду 1915 року.Туф. Встановлений в Єревані.(1965)
Ваагн Вишапоборец. Північний в'їзд у місто Єреван(1965)
Орел-будівельник. Південний в'їзд до міста Єреван.(1966)
У 1966 Арутюнян виконує портал Вірменського академічного театру. Висота порталу — 5 метрів. Ліворуч — жіноча фігура перемоги-відродження, над порталом — маски, які символізують драму, комедію, мудрість, знак вічного руху, легкі танцюючі жіночі фігури і голова жінки в національному вбранні. Праворуч вгорі — голова царя Артавазда II, який створив у 53 році до н. е. перший вірменський театр в місті Арташат. У 1976 році завершує роботи над скульптурним Вірменського академічного драматичного театру ім. Р Сундукяна.Пам'ятник Р. Сундукяну (1972).Сірін. Барельєф (1976).Єреван.
Боротьба Ваагна з драконом. В'їзд в місто Кафан. Вірменія.(1966)
У 1967-1968 рр. Арутюнян створює скульптуру «Мати-Вірменія», встановлену в Єревані в Парку Перемоги.
У 1968 році спільно з архітектором Рафаелем Ісраеляном і скульпторами Самвелом Манасяном і Аршамом Шагиняном створює грандіозний архітектурно-скульптурний комплекс, присвячений героям Сардарапатської битви, розташований в 25 км від Ечміадзіна на тому місці, де вірменами була здобута перемога над турецькою армією.Вірменія
1968-1969 – Музей «Еребуні» (Головний фасад - Аргішті і засновники міста, Південний фасад –Полювання на лева, Північний фасад – бог Халд).Єреван.
1969 р. – Архітектурно-скульптурний комплекс «Сардарапатська битва». Висунутий на здобуття Державної премії СРСР.
1969 р. – Пам'ятник поетові А. Акопяну. Встановлено перед Будинком культури ім.С.Кірова. Єреван.
1970 р. – Присуджено диплом Спілки архітекторів СРСР за рельєфи на будівлі Музею «Еребуні» в Єревані. Нагороджений медаллю «За доблесну працю в ознаменування 100-річчя з дня народження В.І. Леніна.
1972 р. – Присвоєно звання заслуженого діяча мистецтв Вірменської РСР.
З 1974 року викладає в Єреванському державному художньо-театральному інституті.
1974 р. – Родючість, декоративна скульптура. Встановлена у Кишиневі у парку Дружби.
1975 р. – Пам'ятник героям Муса Лер. Встановлений в с. Муса Лер Ечміадзинського району Вірм.РСР.
1977 р.Обраний членом правління Спілки художників СРСР. Присвоєно звання народного художника Вірменської РСР.
1977-1978рр. – Творча поїздка у Францію, у зв'язку з роботою над пам'ятником герою французького антифашистського Руху опору Мисаку Манушяну. Встановлений в Парижі, в передмісті Іврі.
1978 р. – Муза, декоративна скульптура. Будинок журналіста. Єреван.
1978 р. – Пам'ятник С. Шаумяну.Встановлено р. Степанаване, Вірменська РСР.
1979 р. – Скульптурне оформлення фасаду Будинок культури мікрорайону Раздан.Вірменія.
1981 р. – Нагороджений орденом «Знак Пошани» (07.08.1981).
1982 р. – Персональна виставка в Єревані.
1982 р. Обраний членом правління Спілки художників СРСР.
1982 р. – Пам'ятник Робітнику «Слава праці». Єреван. Демонтований в 1997 р.
1982 р. – Пам'ятник-погруддя поетові Ованесу Туманяну. Встановлений в Батумі.
1983 р. – Персональна виставка в Центральному Будинку художника. Кримський Вал. Москва.
1986 р. Вийшла в світ монографія «Ара Арутюнян», серія «Майстри радянського мистецтва», видавництво «Радянський художник», автор Б. Зурабов.
1988 р. -- Пам'ятник композитору Комітасові, встановлений у сквері Єреванській державної консерваторії.
1988 р. – Творча поїздка на Філіппіни. Робота над скульптурним портретом першої в історії Філіппін та країн Азії жінки - президента Корасон Акіно, який дав їй в дар. За створення яскравого, глибокого образу президента Філіппін Корасон Акіно скульптор 23 серпня 1988 року нагороджений орденом Дружби народів.
1988 р. – Затверджений у званні професора.
1988 р. Обраний член-кореспондентом Академії мистецтв СРСР.
1989 р. – Скульптурне оформлення дитячої музичної школи ім.Заре Саакянца в р. Абовяні. Вірменія.
1995 – Персональна виставка в залах Академії мистецтв СРСР. Москва.
Посмертно
26.11.2013 р. – творчий вечір пам'яті Ара Арутюняна в Російській Академії Мистецтв. Білий зал РАМ. Прєчістєнка, 21, Москва.
24.11.2014 р. – відкриття скульптурної майстерні №1 ім. Ара Арутюняна Державної Художньої Академії. Єреван.
24.03.2015 р. – персональна виставка Ара Арутюняна в рамках урядових заходів, присвячених 100-річчя геноциду вірмен, в храмовому комплексі Вірменської Апостольської Церкви в Москві («Тема геноциду у творчій спадщині»). Виставка організована Російської і Ново-Нахічеванської Єпархією Вірменської Апостольської Церкви.
22.09.2015 р. – персональна виставка Ара Арутюняна у рамках прийому посольства Республіки Вірменія в Російській Федерації, присвяченого Дню незалежності РА, р. Москва.

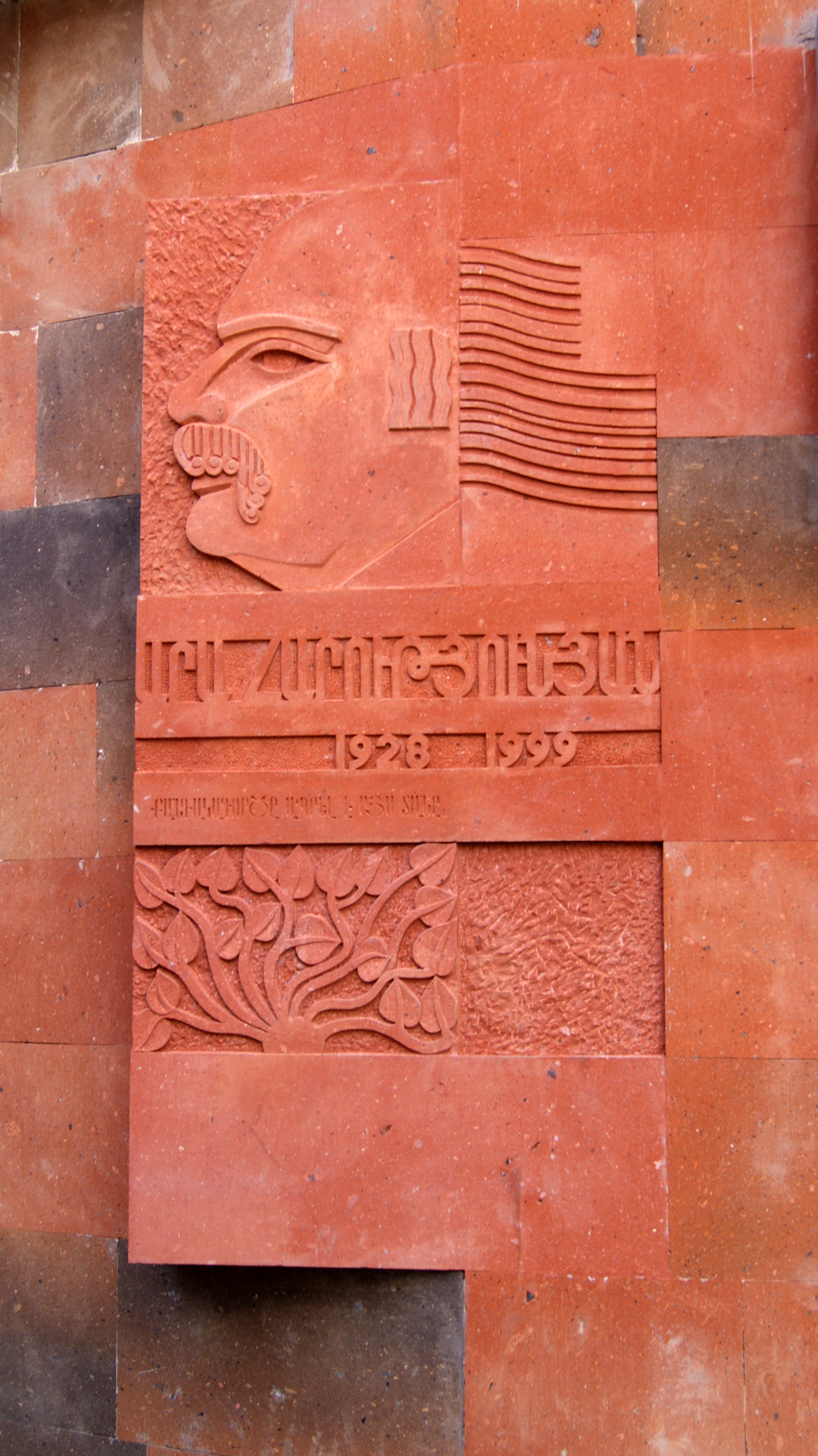

## Станкова скульптура
- Портрет студентки. Бронза.1954. 52×30×30. Музей изобразительного искусства. Кировакан.
- Комитас. Мрамор.1954.54×47×30. Государственная картинная галерея Армении. Ереван.
- Поэт Акоп Акопян. Мрамор. 56×100×50. 1956. Музей М. Абегяна, Ереван.
- Юность. Терракота. 1962. 123×60×40. Государственная картинная галерея Армении. Ереван.
- Юность. Гипс крашеный. 121×57×35. Государственная картинная галерея Армении. Ереван.
- Портрет народного архитектора СССР Р. Исраеляна. 1970. Туф. 21×43×30. Музей изобразительного искусства. Кировакан.
- Страна Наири.Фигура.Бронза.1970.55×53×35.Фонд Государственной Третьяковской галереи.Москва.
- Плодородие. Бронза.1970.50×15×10. Музей изобразительного искусства. Кировакан.
- Комитас. Голова. Мрамор.1972. 67×30×35.Дом хорового общества. Вестибюль. Ереван.
- Комитас. Фигура. Бронза.1972.Дом хорового общества. Ереван.
- Комитас. Фигура в рост. Бронза,туф.1972.63×16×13.Фонд Государственной Третьяковской галереи.Москва.
- ГабриелСундукян. Голова. Бронза.1972.45×45×48. Русский драматический театр им. Станиславского. Вестибюль. Ереван.
- Портрет режиссёра народного артиста СССР ВарданаАджемяна. Бронза.1974. 34×25×30. Государственная картинная галерея Армении. Ереван.
- Портрет героя Советского Союза, летчика-испытателя Р. Каприеляна. Бронза.1975. 52×33×55 см. Фонд МКСХ. Международная конфедерация союзов художников. Москва.
- Рипсиме. Фигура. Бронза.1976. 33×18×18
- Франц Верфель. Голова. Гипс.1976. Музей архитектурно-скульптурного комплекса Муса Лер. Эчмиадзинский район.
- Молитва (Мольба). Бронза и камень.1977. 58×25×25.Фонд МКСХ. Международная конфедерация союзов художников. Москва.
- Комитас.Голова.Бронза.1977.Бронза,туф.33×25×35.Фонд Государственной Третьяковской галереи. Москва.
- Мыслитель.Фигура.Бронза,искусственный камень.1978.68×28×48.Фонд Государственной Третьяковской галереи. Москва.
- Гетера. Фигура. Бронза. 1978.60×24×12
- Победитель.Бронза.1978.74×39×16.Государственная картинная галерея Армении. Ереван.
- Гибель Ани. Бронза.1978.25×46×22.Фонд Государственной Третьяковской галереи. Москва.
- Портрет дочери Сусанны. Мрамор.1978.45,5×32×48,5. Фонд МКСХ. Международная конфедерация союзов художников. Москва.
- Зов.Бронза.Травертин.1978.55×74×30.Фонд Государственной Третьяковской галереи. Москва.
- Народный артист Арм. ССР Ф. Мкртчян. Бронза.1979. 36×22×36.Фонд Государственной Третьяковской галереи. Москва.
- Портрет врача К.Карагуляна. Бронза.1980.36×33×30
- Портрет Г.Лилояна. Бронза.1980.36×21×30
- Портрет Л. Нерсесяна. Бронза.1980.35×25×30
- Портрет певицы Л. Закарян. Мрамор.1980. 41×50×30
- Виноградарь. Бронза.1980. 37,5×15×19. Государственная картинная галерея Армении. Ереван.
- Портрет Рузанны. Терракота.1980.33×23×33
- Портрет палестинского скульптора Муны Сауди.Бронза.1982.48×34×30.Фонд МКСХ. Международная конфедерация союзов художников. Москва.
- Народный артист Арм. ССР Сос Саркисян. Бронза.1982.36×25×29.Фонд Государственной Третьяковской галереи. Москва.
- Плодородие. 1983. Дерево.
- Портрет поэта В.Давтяна.Бронза.1983.46×68×38
- Изобилие.Бронза.1983.64×28×28
- Надежда. Бронза.1984. 93×38×28
- Портрет академика Г.Брутяна.Мрамор.1984. 40×58×29
- Комитас. Бронза. 25×25×28. Музей Комитаса. Ереван.
- Кара-Мурза. Гипс. 45×160×40. Государственная картинная галерея Армении. Ереван.
- АцагорцАдалян. Гипс крашеный. 50×50×30 . Союз художников Армении.
- Месроп Маштоц. Гипс. 109×55×25. Управление курортами и санаториями. Ереван.
- Архитектор Трдат. Бронза. 79×24,5×34. Фонд МКСХ. Международная конфедерация союзов художников. Москва.
- Портрет президента Филиппин КорасонАкино. 1988. Бронза. Установлен во дворце Малаканьян. Манила, Филиппины.

## Монументальна скульптура
- Памятник-бюст писателю Мурацану. 1955. Архитектор Ф. Дарбинян. Бронза, базальт. Высота бюста 90 см, постамента – 2,2 м. Установлен в Ереване у школы им. Мурацана.
- Памятник-бюст В. Г. Белинскому. 1957. Архитектор Ф. Дарбинян. Бронза, гранит. Высота бюста 90 см, постамента – 2,25 м. Установлен в Ереване у школы им. В. Г. Белинского.
- Памятник-бюст писателю А. Ширванзаде. 1958. Архитектор Ф. Дарбинян. Бронза, гранит. Высота бюста 90 см, постамента – 3,3 м. Установлен в Ереване у школы им. А. Ширванзаде.
- Памятник-бюст полковнику Симону Закяну. Установлен в Ереване.
- Львица. Декоративная скульптура. 1958. Кованая медь, базальт. Высота 4 м. Установлен при въезде в Гегард, Армения.
- Памятник героям, павшим за освобождение Зангезура в 1920 году. 1960. Архитектор В. Саркисян. Базальт. Высота 5 м. Установлен в г. Горисе, Армения.
- Памятник профессору Рубену Еляну. 1960. Архитектор А. Алексанян. Базальт. Высота 3 м. Установлен в г. Горисе, Армения.
- Северный фасад винного комбината. 1961. Барельефы. Борьба со львом. Базальт. 3×3 м. Лисы. Базальт. 1×2 м. Ереван.
- Памятник воинам 89-й Армянской Таманской дивизии, павшим в Великой Отечественной войне в боях за освобождение Севастополя. 1961. Архитектор Д. Торосян. Кованая медь, гранит. Высота 11 м. Установлен в окрестностях Севастополя. Крым.
- Заря. Фигура. 1963. Алюминий, чеканка. Высота 4,4 м. Установлена на автостраде Ереван–Севан.
- Памятник Саят-Нове. 1963. Архитектор Э. Сарапян. Мрамор. 3×3,75×0,4 м. Установлен в Ереване.
- Памятник-родник «Дружба эстонского и армянского народов». 1964. Туф. Высота 3 м. Установлен в Ереване.
- Памятник-родник «Дружба Еревана и Каррары». 1964. Туф. Высота 3 м. Установлен в Ереване и Карраре (Италия).
- Памятник-родник жертвам геноцида 1915 года. 1965. Базальт. Высота 2,4 м. Установлен в Ереване.
- ВаагнВишапоборец. 1965. Туф. Высота 11 м. Северный въезд в Ереван.
- Орел-строитель. 1966. Медь, чеканка, туф. Высота 15 м. Южный въезд в Ереван.
- Борьба Ваагна с драконом. Алюминий, чеканка, базальт. Высота 11 м. Въезд в г. Кафан.
- Скульптурный ансамбль Армянского академического драматического театра им. Г. Сундукяна. 1966–1976. Архитекторы здания: Р. Алавердян, С. Бурхаджян, Г. Мнацаканян; конструктор Р. Бадалян. Ереван.
- Портал. 1966. Туф. Барельеф. 5×14 м. Памятник Г. Сундукяну. 1972. Туф. Высота головы 1,7 м, постамента – 2,95 м. Сирин. 1976. Туф. Базальт. Барельеф. 1,46×1,68 м. Архитектурное решение ансамбля выполнено А. Арутюняном.
- Монумент «Мать-Армения». 1967. Фигура. Медь, чеканка, туф. Высота 22 м. Установлена в Ереване, в парке Победы.
- Архитектурно-скульптурный ансамбль «Сардарапатская битва». 1968. Соавторы: скульпторы С. Манасян, А. Шагинян.АрхитекторР.Исраелян. Туф. Армения.
- Звонница. Высота 35 м. Быки. Высота 8 м. Орлы. Высота 4 м. Стена Победы. 7×54 м.
- Музей «Эребуни». 1968–1969. Архитекторы Ш. Азатян, Б. Арзуманян. Туф. 7,7×25 м. Ереван.
- Главный фасад. Аргишти и основатели города. Южный фасад. Охота на льва. Северный фасад. Бог Халд.
- Памятник поэту А. Акопяну. 1969. Бронза, туф. Высота 3,6 м. Установлен перед Домом культуры им. С. М. Кирова в Ереване.
- Плодородие. Декоративная скульптура. 1974. Туф. Высота 3,7 м. Установлена в Кишиневе в парке Дружбы.
- Памятник героям Муса Лер. 1975. Туф. Высота 18 м. Установлен в с. Муса Лер Эчмиадзинского района, Армения.
- Памятник В. И. Ленину. 1977. Архитектор А. Адамян. Туф. Высота 12 м. Ереван. Демонтирован.
- Муза. Декоративная скульптура. 1978. Архитектор Р. Бадалян. Медь, чеканка. Высота 1,5 м. Дом журналиста, Ереван.
- Памятник МисакуМанушяну. 1978. Бронза, туф. Высота 2,8 м. Установлен в Париже (пригород Иври).
- Памятник С. Шаумяну. 1978. Базальт. Высота 5,5 м. Установлен в г. Степанаване (?), Армения.
- Скульптурное оформление фасада Дома культуры микрорайона Раздан. 1979. Туф. Армения.
- Памятник «Слава труду». 1982. Чугун, гранит. Высота 11 м. Ереван. Демонтирован в 1997 г.
- Памятник-бюст поэту Ованесу Туманяну. 1982. Бронза. Высота 2,65 м. Батуми.
- Памятник Комитасу. 1988. Бронза. Установлен в сквере Ереванской государственной консерватории им. Комитаса.
- Портрет музыканта Зарэ Саакянца. Бронза. Установлен в детской музыкальной школе им. ЗарэСаакянца в г. Абовяне, Армения.

Роботи А. Арутюняна представлені в колекціях багатьох художніх музеїв: Державній Третьяковській галереї (Москва), Музеї мистецтва народів Сходу (Москва), Національній картинній галереї Вірменії.

## Цитати
- «В людині завжди живе внутрішня потреба створювати. У художника не плани - у неї мрії, які він прагне здійснити. Я думаю, що художник, творець ніколи не старіє, так само як сутність великого мистецтва - вічно живе правда»[3] Ара Арутюнян,- «ці Слова сповнені глибокого змісту, в них сам Ара Арутюнян, натхненний, любить життя, людей, що присвятив їм свою творчість». Б. Зурабов, монографія "Ара Арутюнян", Москва, 1986 р.
- «Його крилаті коні, орел на стіні Перемоги в ансамблі "Сардарабадская битва", розгніваний лев на фасаді Музею Еребуні майже геральдичны». Вл.Цельтнер. Світ мистецтва Ара Арутюняна.- Мистецтво, 1983, № 12

## Галерея

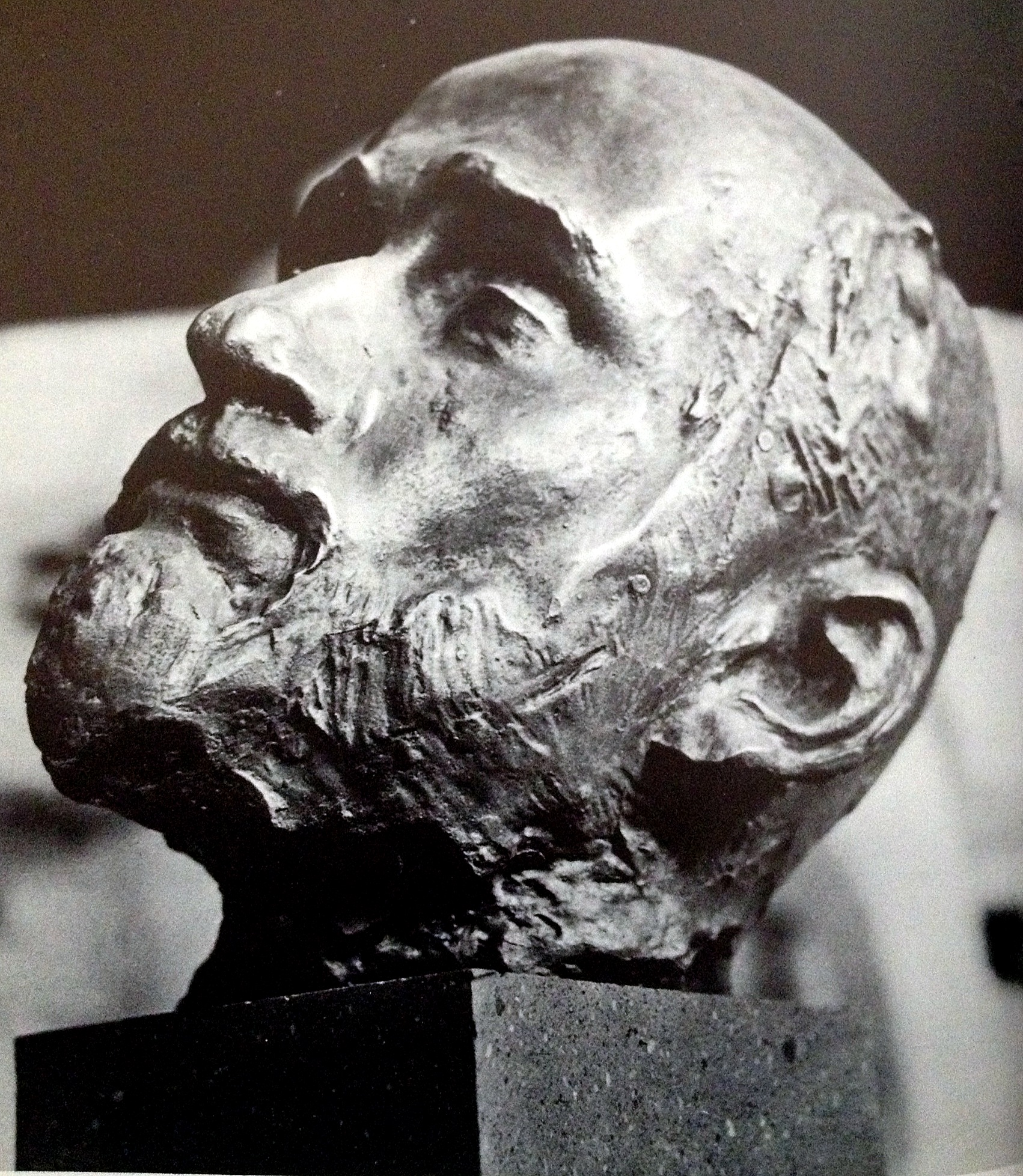
Комитас
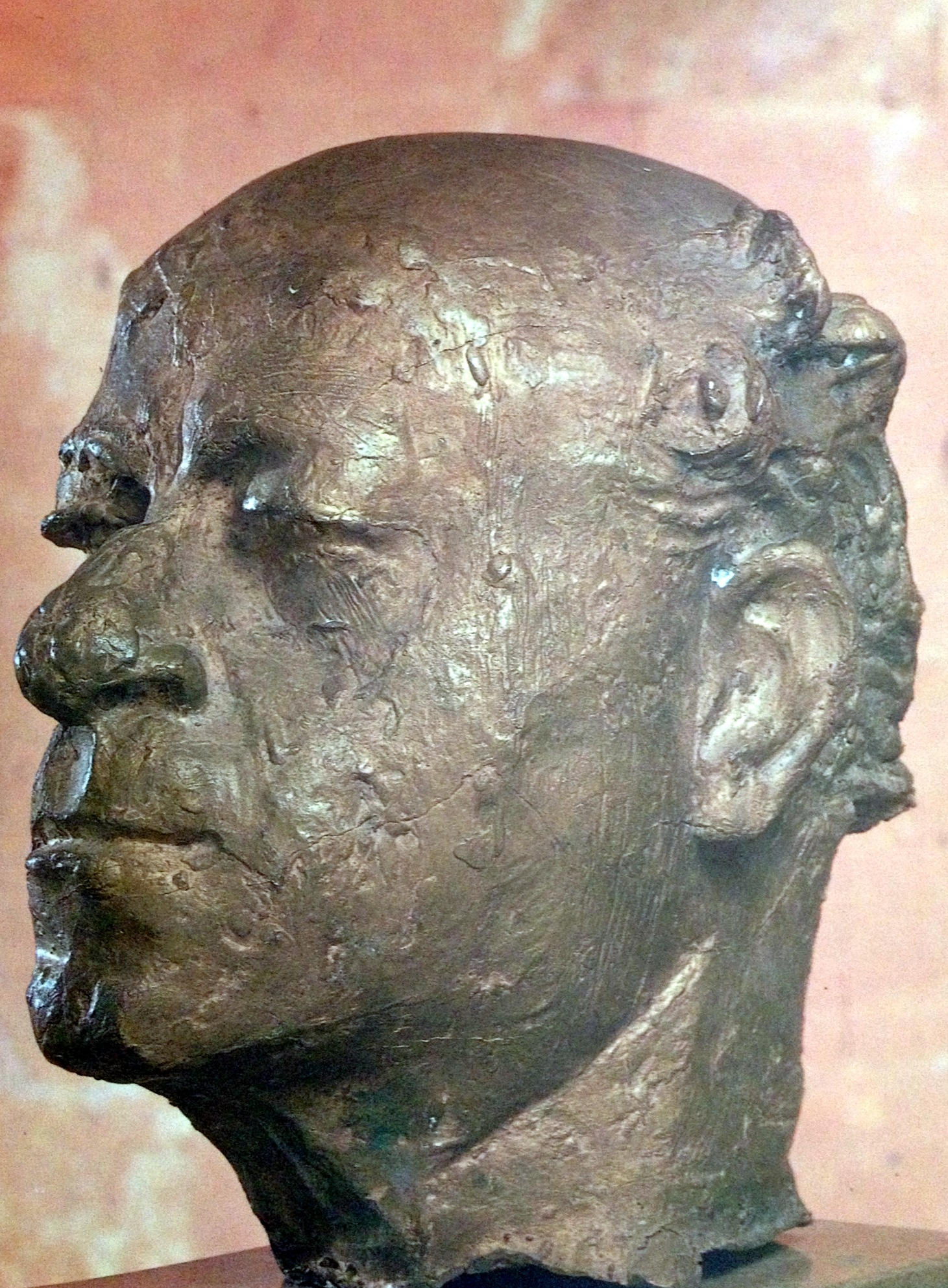
Вартан Аджемян Бронза,1974. Государственная картинная галерея Армении. Ереван
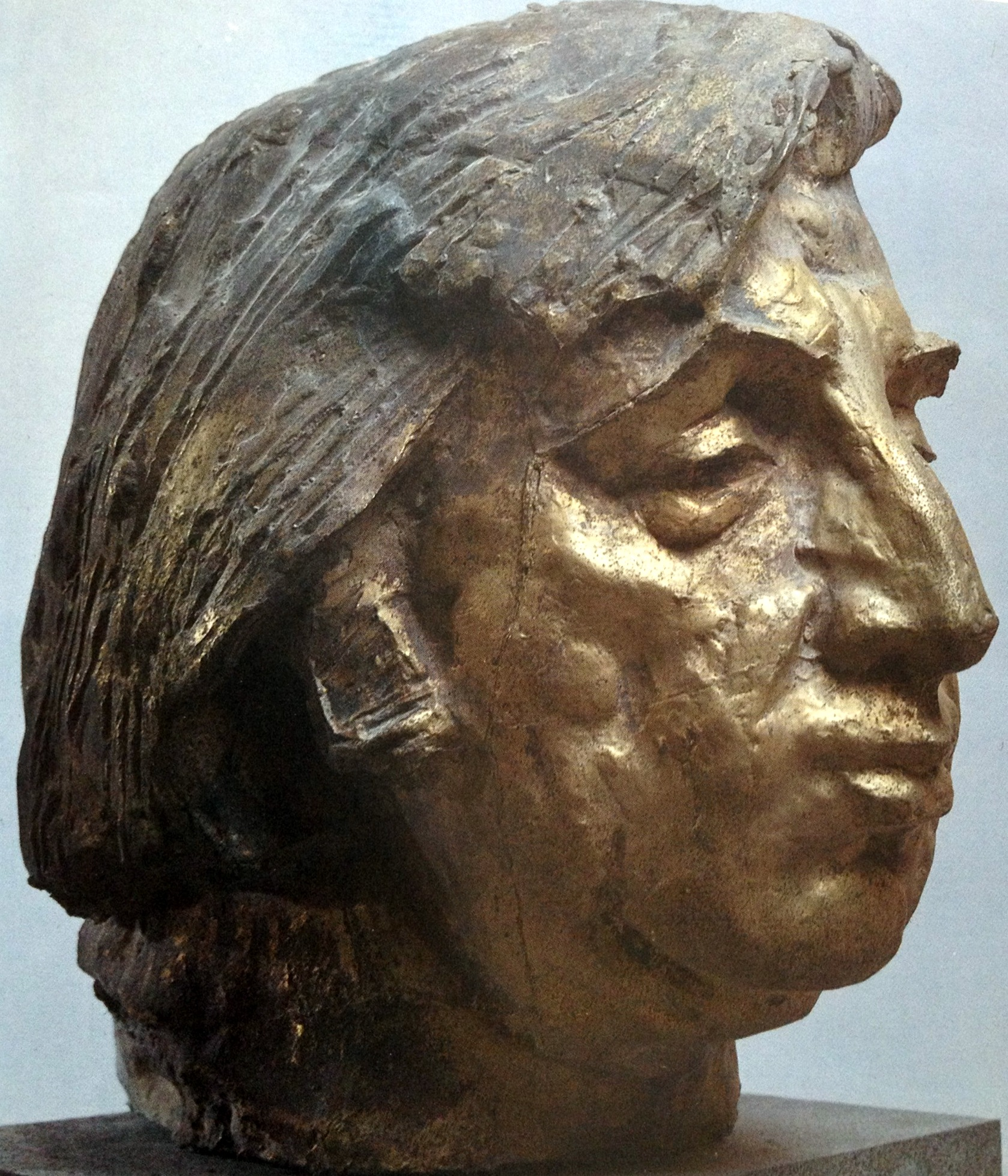
Фрунзик Мкртчян Бронза,1979. Государственная Третьяковская галерея
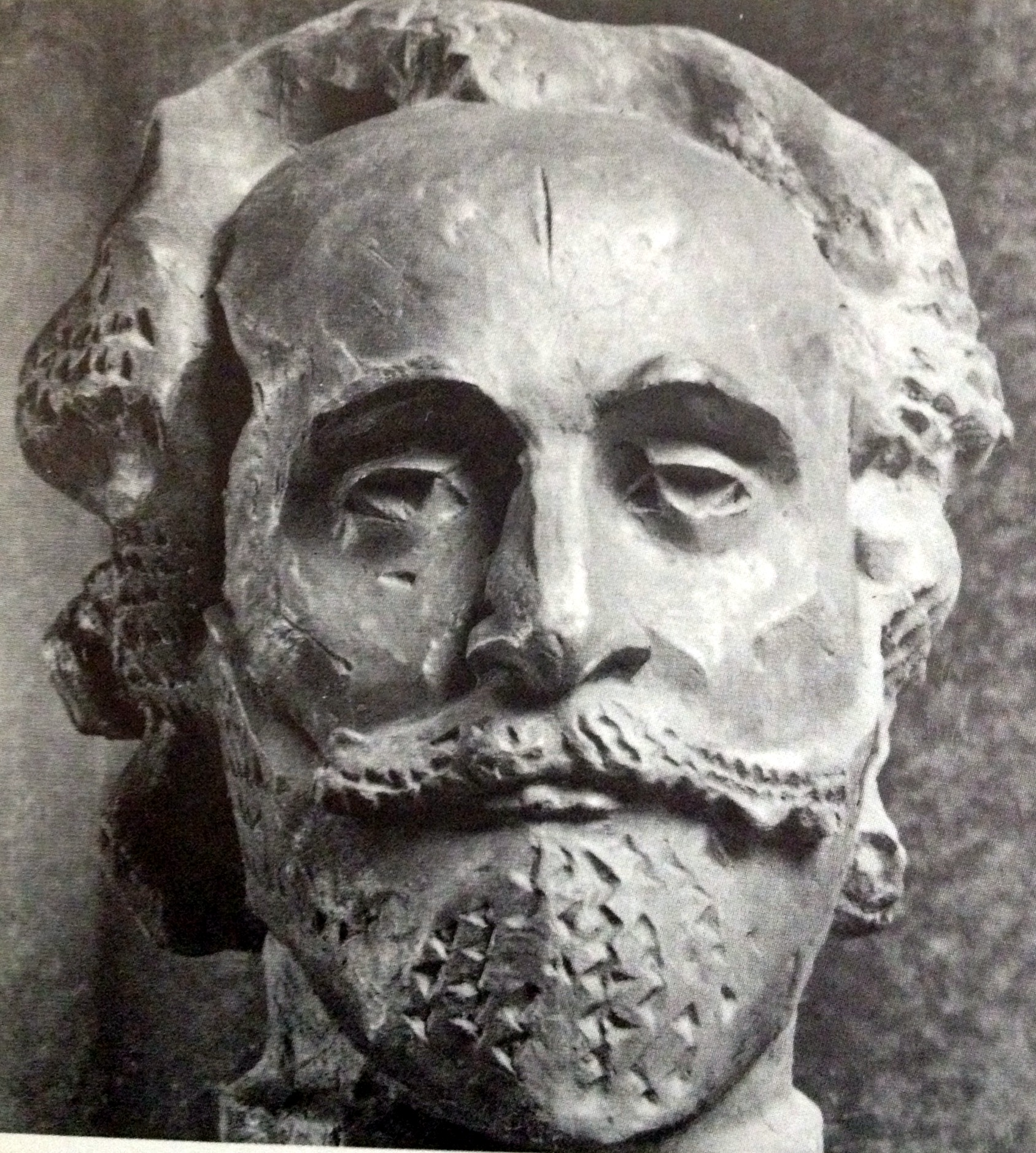
Ованес Туманян
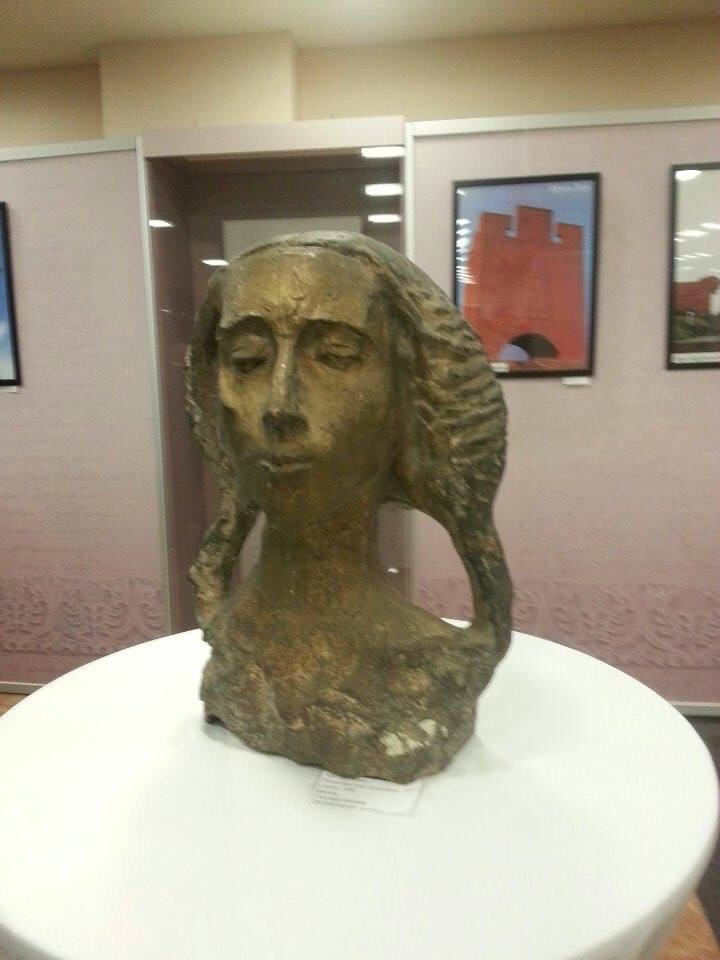
Портрет палестинского скульптора Муны Сауди. Бронза, 1982. Фонд МКСХ. Международная конфедерация союзов художников
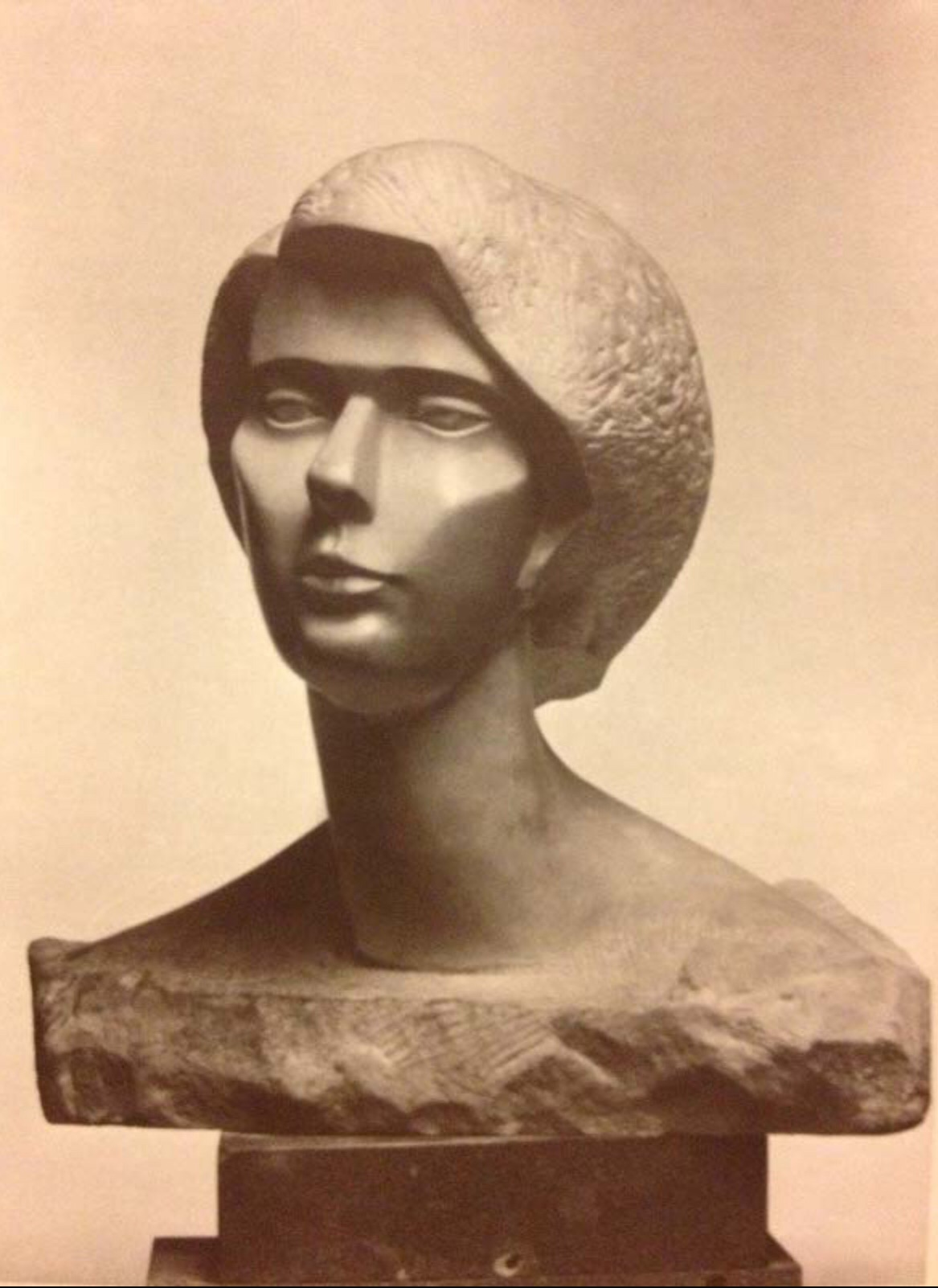
Портрет Сусанны. Мрамор, 1978.Фонд МКСХ. Международная конфедерация союзов художников

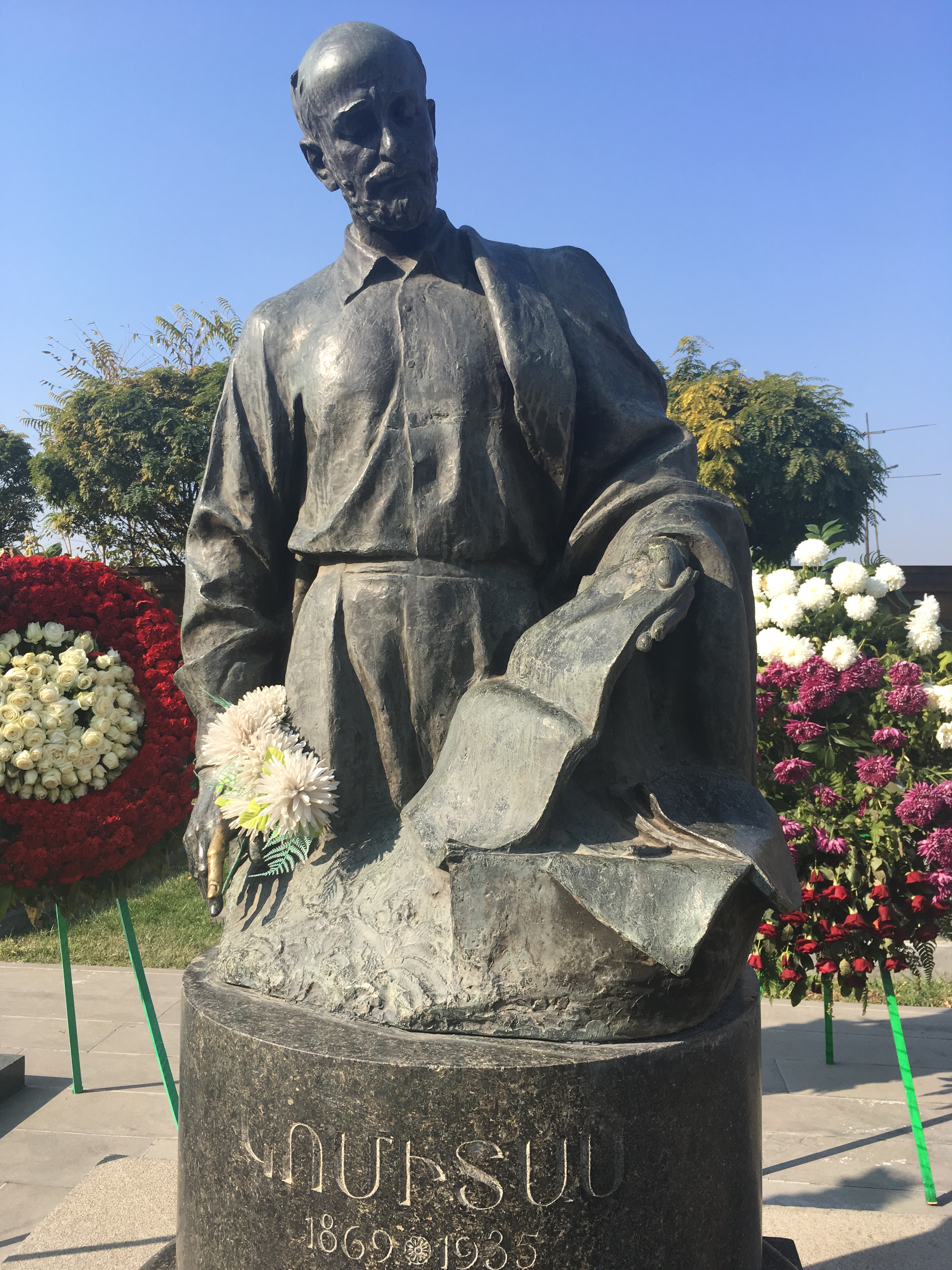
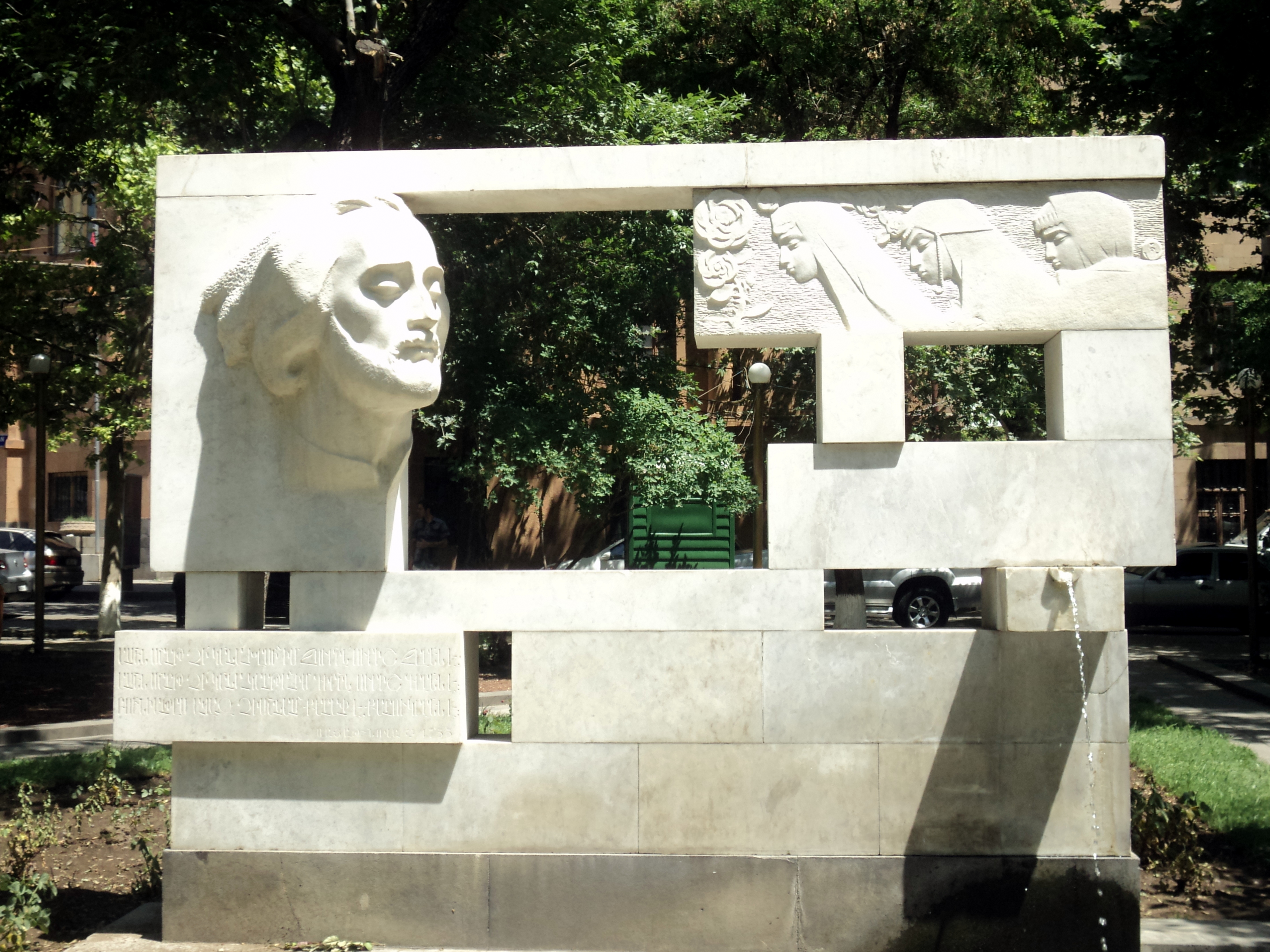
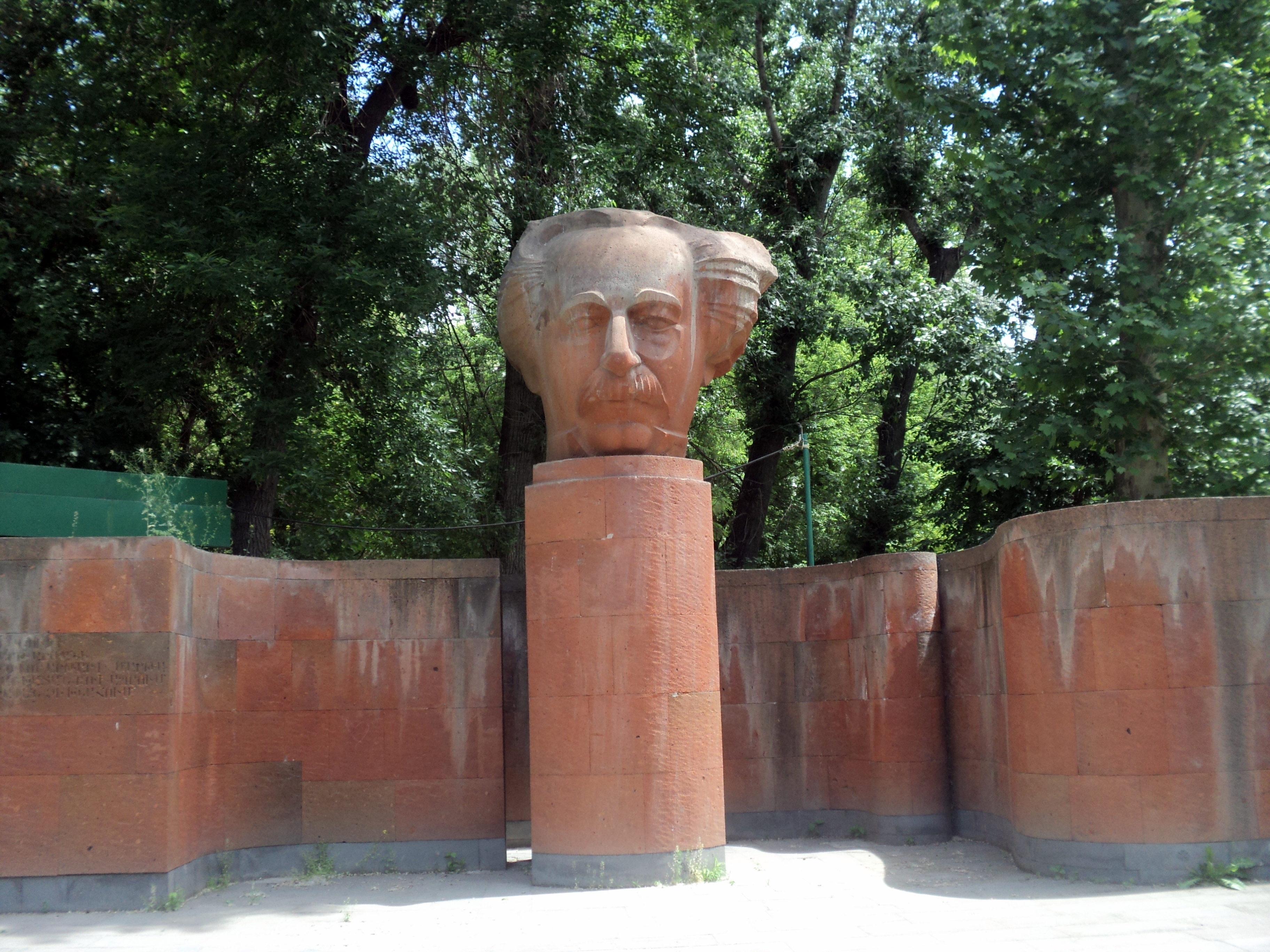
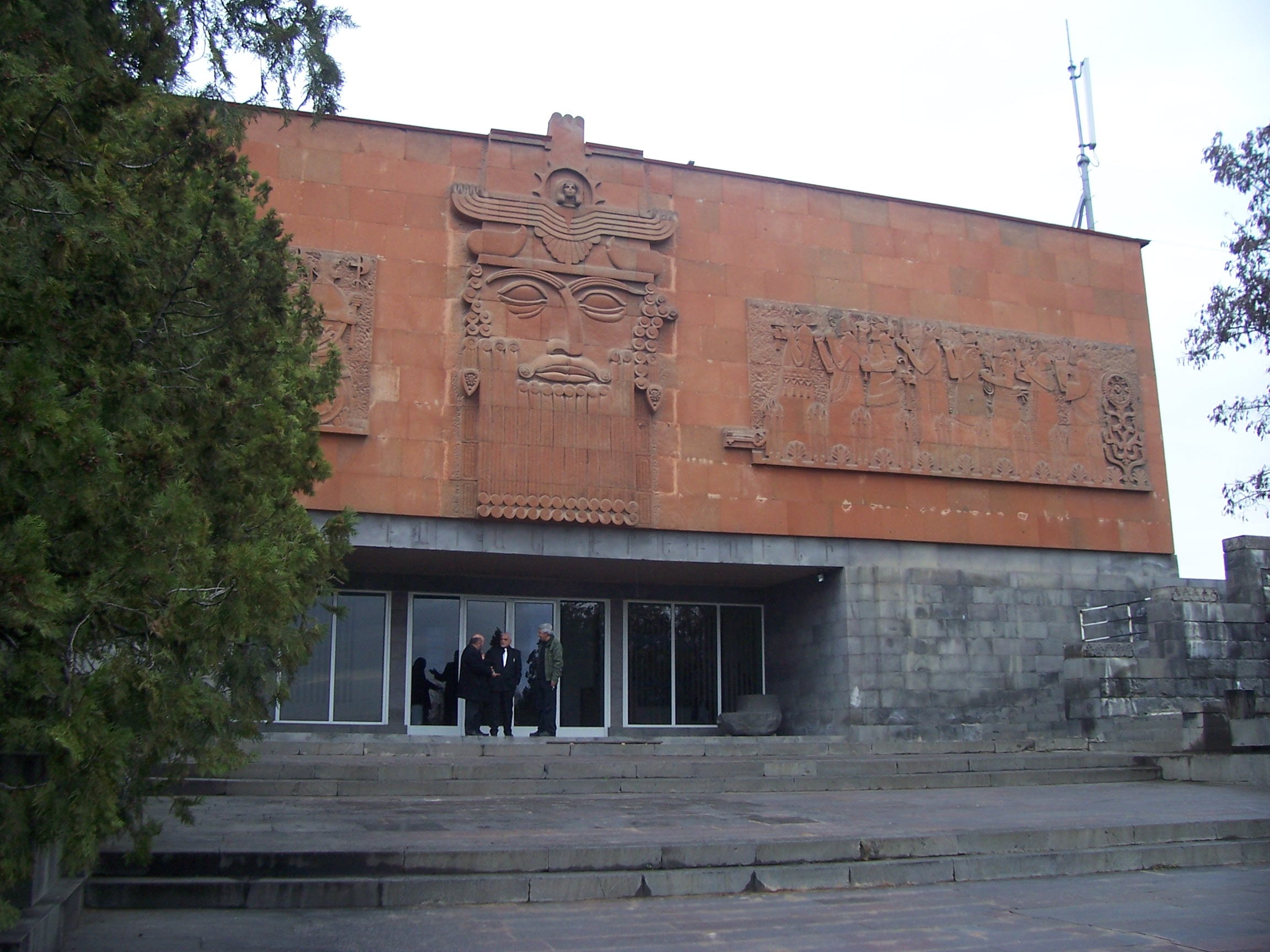
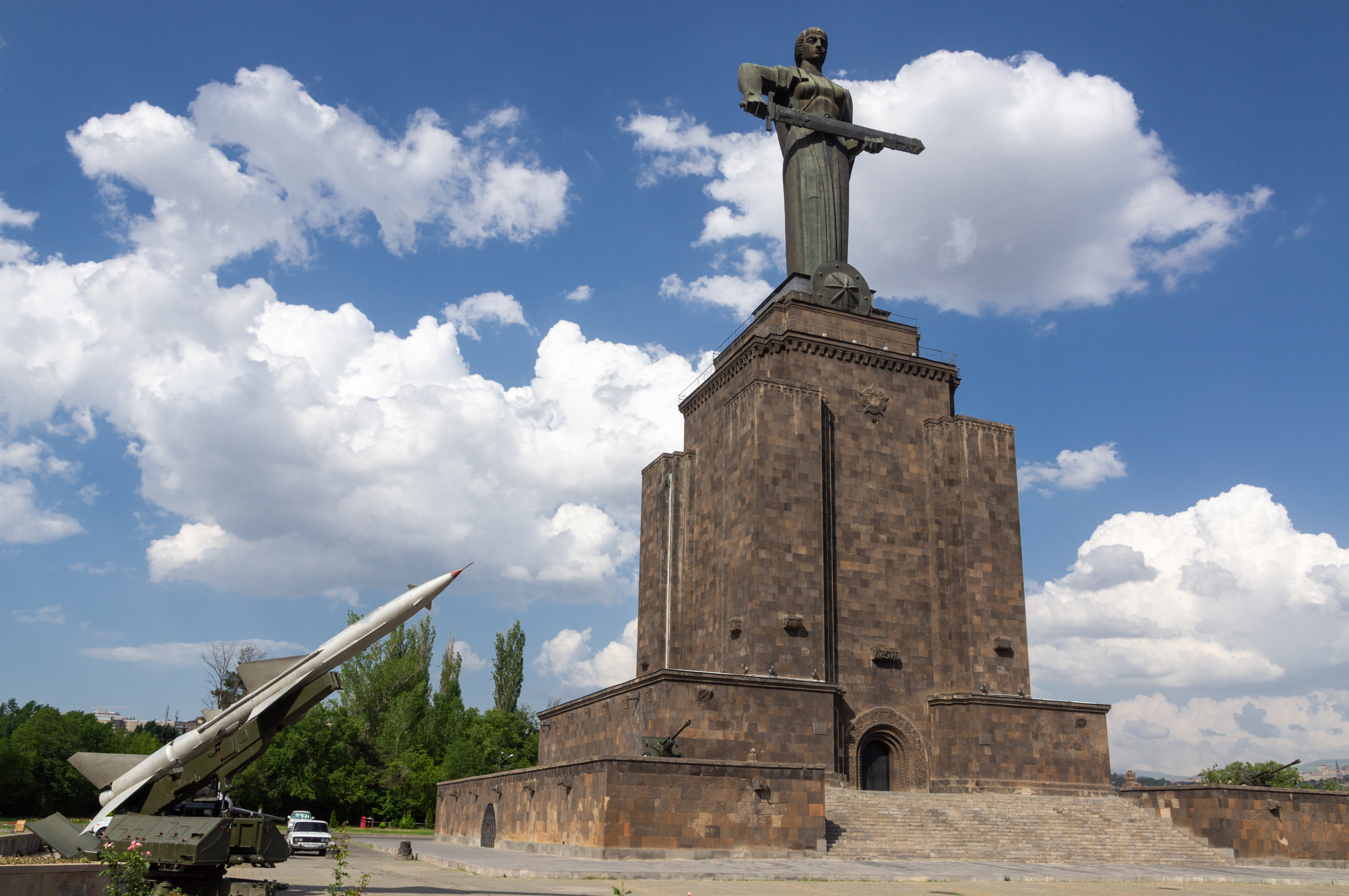
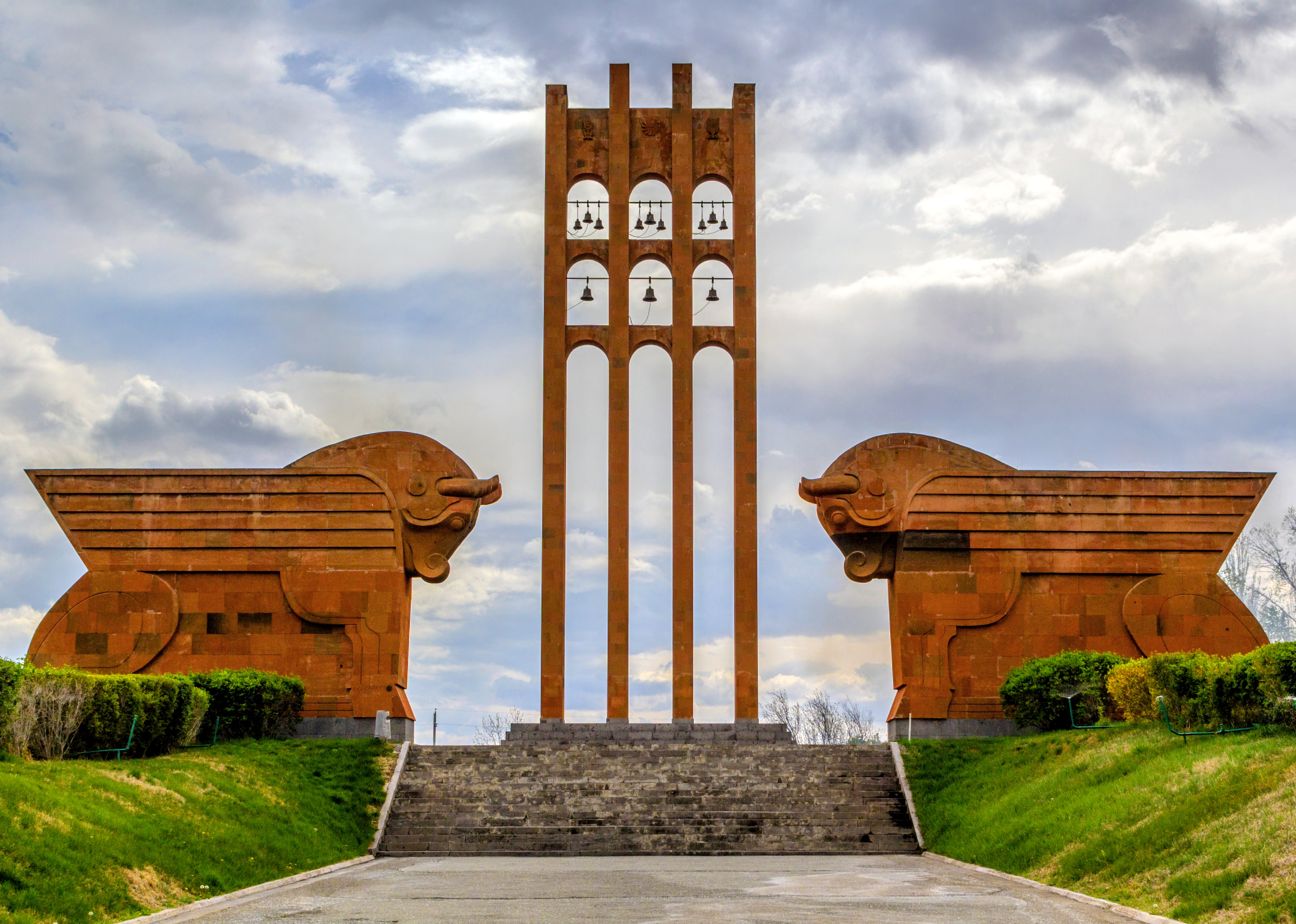
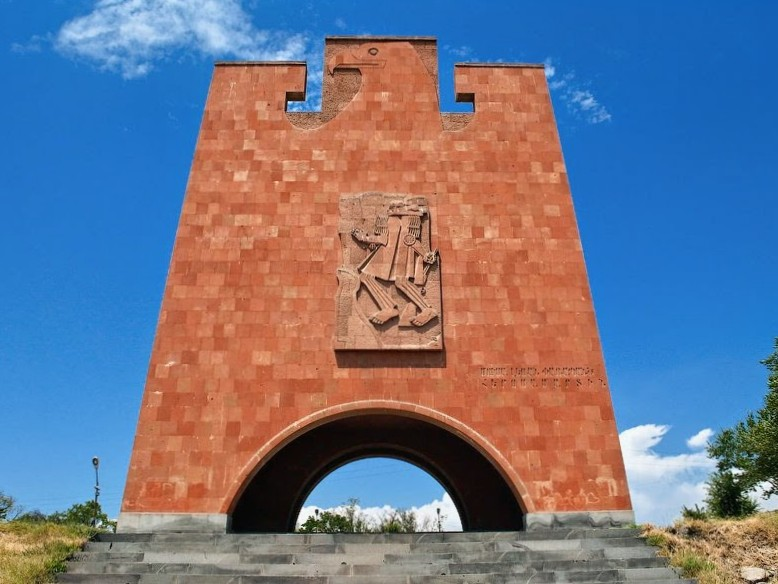
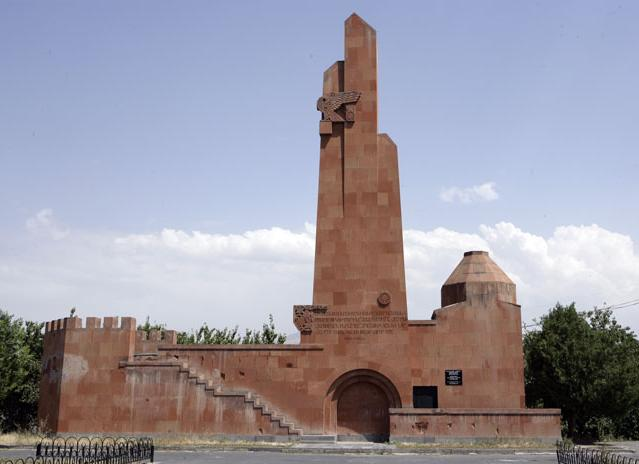
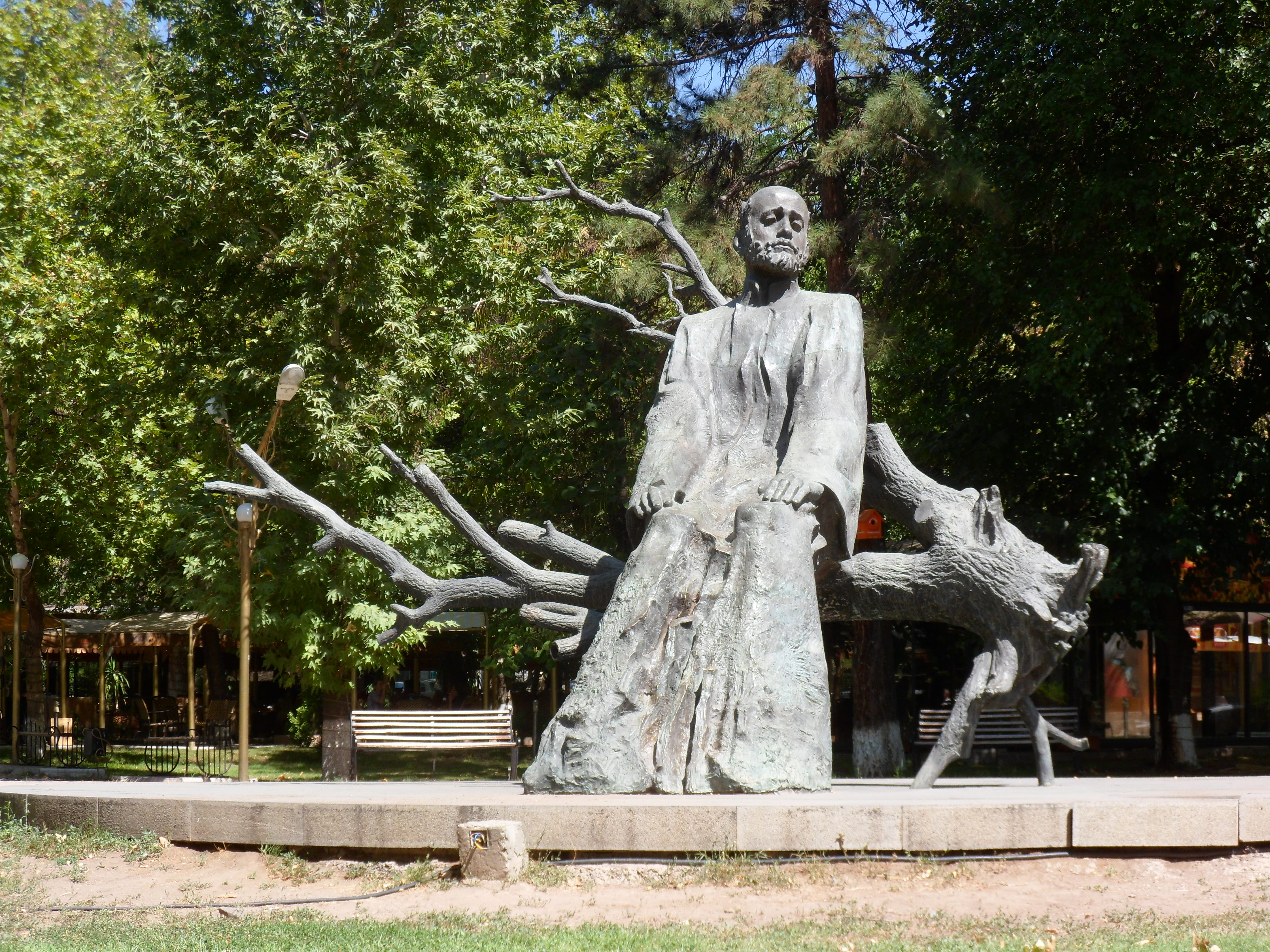
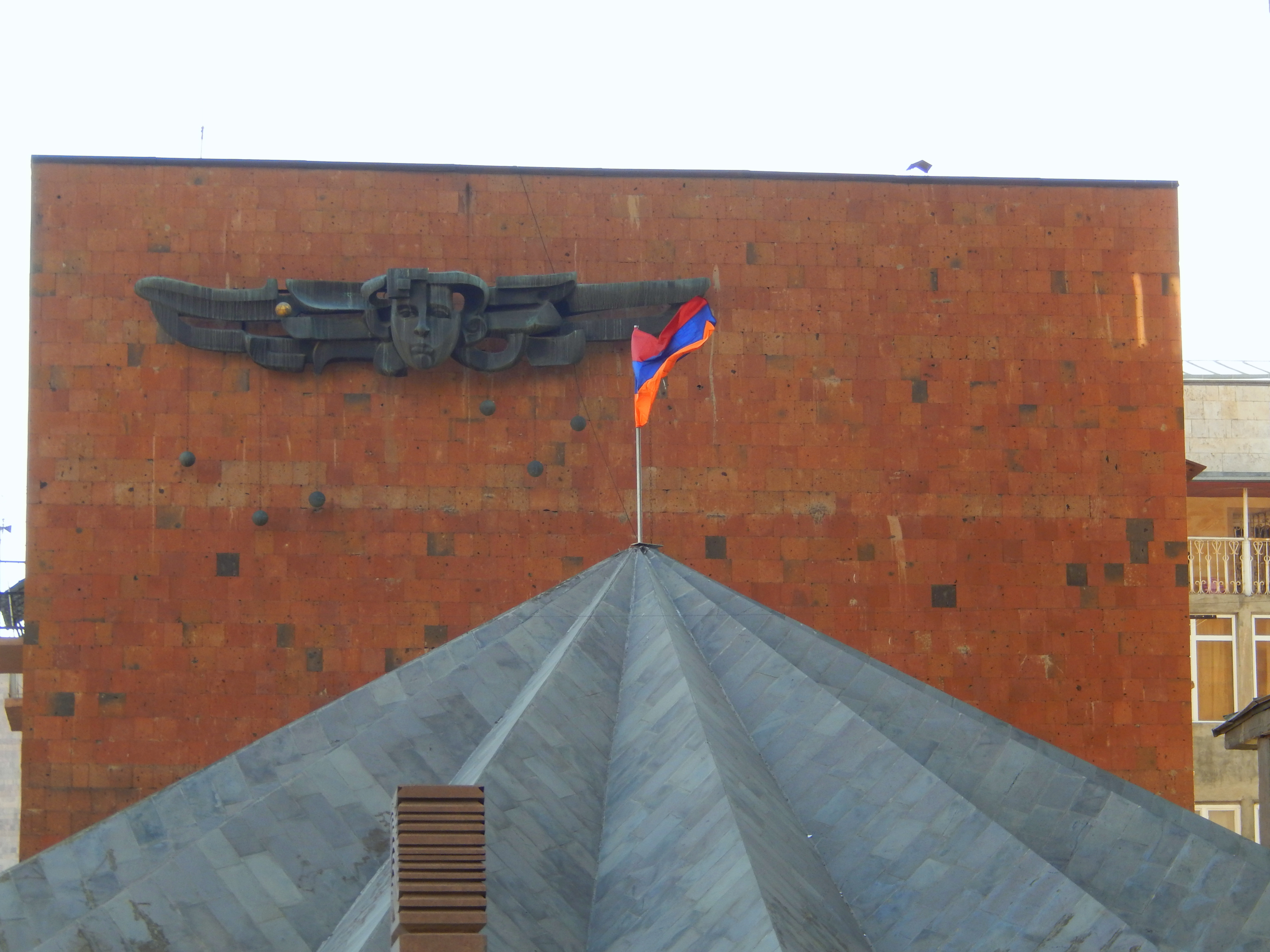
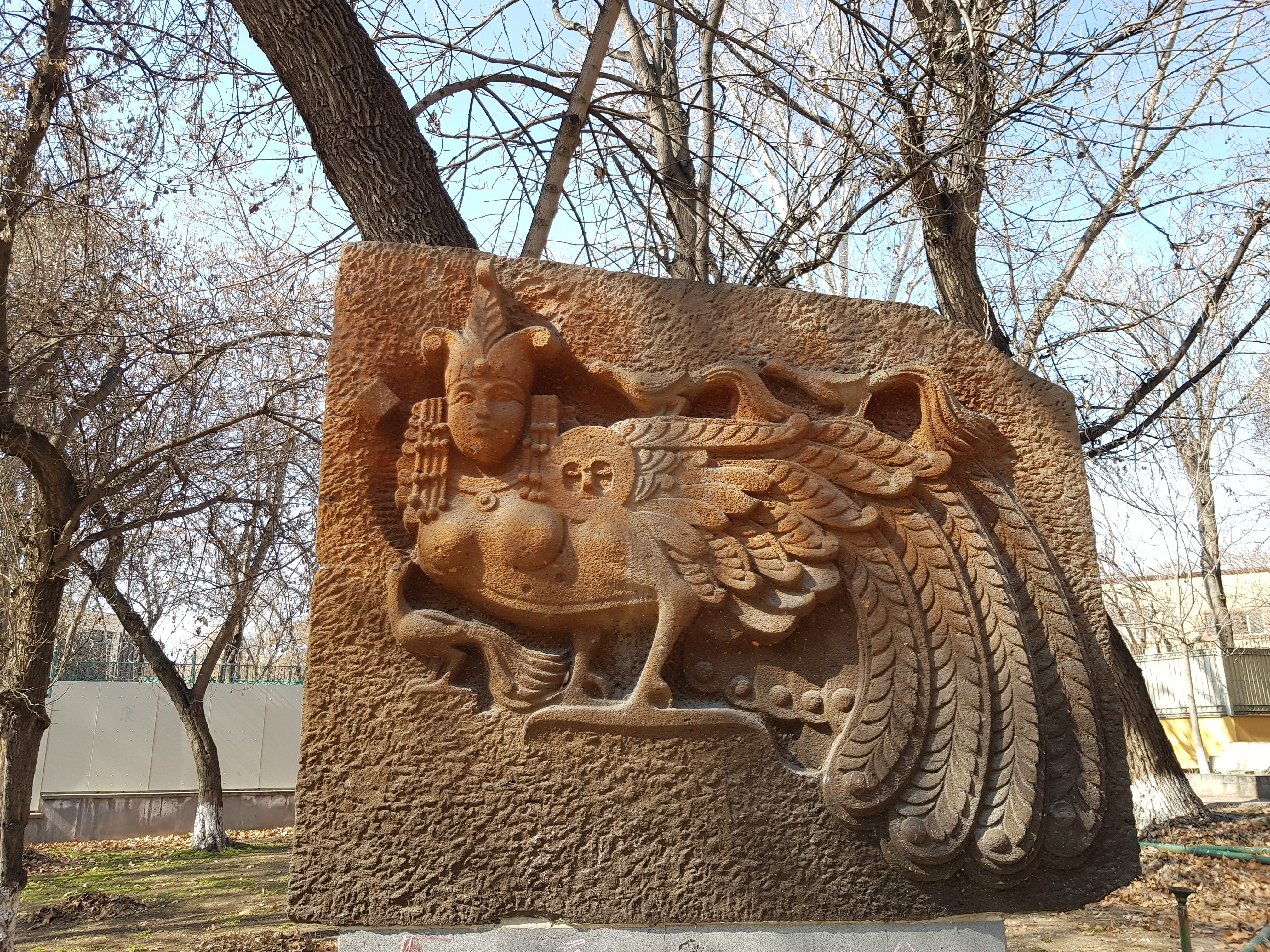
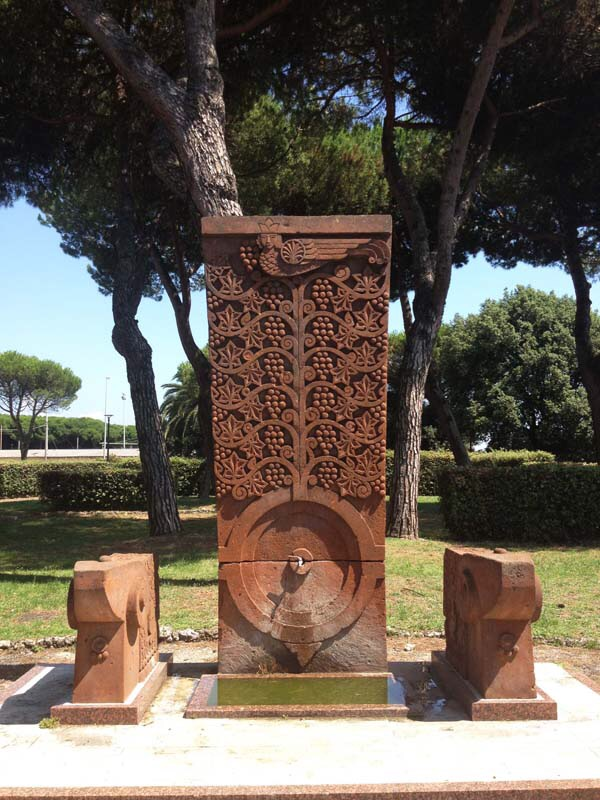
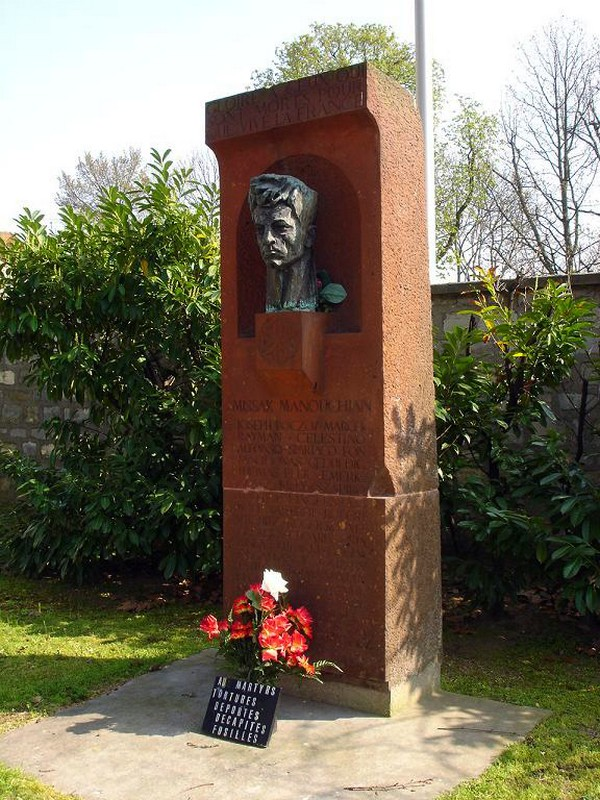